# Denton (Montana)
Denton es un pueblo ubicado en el condado de Fergus en el estado estadounidense de Montana. En el Censo de 2010 tenía una población de 255 habitantes y una densidad poblacional de 129,38 personas por km².

## Geografía
Denton se encuentra ubicado en las coordenadas 47°19′18″N 109°56′56″O / 47.32167, -109.94889. Según la Oficina del Censo de los Estados Unidos, Denton tiene una superficie total de 1.97 km², de la cual 1.97 km² corresponden a tierra firme y (0%) 0 km² es agua.

## Demografía
Según el censo de 2010, había 255 personas residiendo en Denton. La densidad de población era de 129,38 hab./km². De los 255 habitantes, Denton estaba compuesto por el 99.22% blancos, el 0% eran afroamericanos, el 0% eran amerindios, el 0% eran asiáticos, el 0% eran isleños del Pacífico, el 0% eran de otras razas y el 0.78% pertenecían a dos o más razas. Del total de la población el 1.96% eran hispanos o latinos de cualquier raza.